# Boram-dong
Boram-dong (koreanska: 보람동) är en stadsdel i staden Sejong, Sydkorea. Den ligger 120 km söder om huvudstaden Seoul.
Staden Sejongs stadshus, invigt 2012, ligger i Boram-dong.